# Величка Мінчева
Величка Мінчева (болг. Величка Минчева; нар. 1954, село Долішнє Ряхово, Сілістринська область) — болгарська спортсменка, веслувальниця на байдарці, чемпіонка і призерка чемпіонатів світу.
Величка Мінчева — молодша сестра Марії Мінчевої, болгарської спортсменки, веслувальниці на байдарці, чемпіонки світу.

## Спортивна кар'єра
Дебютувала на міжнародних змаганнях 1975 року на чемпіонаті світу. В змаганнях байдарок-двійок Величка Мінчева склала екіпаж з сестрою Марією Мінчевою і стала шостою, а в одиночках була восьмою.
1977 року на чемпіонаті світу в Софії Величка Мінчева разом з Розою Бояновою, Наташею Янакієвою і Марією Мінчевою стала чемпіонкою в змаганнях байдарок-четвірок.
1978 року на чемпіонаті світу в Белграді в змаганнях байдарок-четвірок разом з Ванею Гешевою, Наташею Янакієвою і Іліаною Ніколовою стала срібною призеркою, а в змаганнях байдарок-двійок з Ванею Гешевою була четвертою.
1979 року на чемпіонаті світу в змаганнях байдарок-четвірок стала четвертою, а в одиночках — сьомою.